# كارلوس توريس كارو
كارلوس توريس كارو (بالإسبانية: Carlos Torres Caro)‏ هو محامي وسياسي بيروفي، ولد في 1963 في إقليم أنكاش في بيرو. حزبياً، نشط في Union for Peru ‏. وقد انتخب عضو مجلس الشيوخ البيروفي ‏.
1. ↑   https://infogob.jne.gob.pe/Politico/FichaPolitico/carlos-alberto-torres-caro_historial-partidario_JtNDQQcYJJg=NQ. اطلع عليه بتاريخ 2024-01-20. {{استشهاد ويب}}: |url= بحاجة لعنوان (مساعدة) والوسيط |title= غير موجود أو فارغ (من ويكي بيانات) (مساعدة)